# Nikolaj Lobatjevskij
Nikolaj Ivanovitj Lobatjevskij, född 1 december (motsvarande 20 november (g.s.)) 1792 i Nizjnij Novgorod, död 24 februari (motsvarande 12 februari (g.s.)) 1856 i Kazan, var en rysk matematiker.

## Biografi
Lobatjevskij blev filosofie doktor vid universitetet i Kazan 1811 och var 1816–1846 professor där i matematik. Han var ansedd som en mycket framstående lärare och gav ut arbeten inom flera skilda delar av matematiken. Hans största förtjänst är dock att ha grundlagt den hyperboliska icke-euklidiska geometrin, som bland annat karakteriseras av att vinkelsumman i en triangel är mindre än 180°. 
Lobatjevskij har blivit tillägnad en sång av Tom Lehrer.

## Utmärkelser
Nedslagskratern Lobachevskiy på månen och asteroiden 1858 Lobachevskij är uppkallade efter honom.